# Планета-океан (фильм)
«Планета-океан» (фр. Planète océan) — французский документальный фильм 2012 года авторов сценария и режиссёров Яна Артюс-Бертрана и Мишеля Пити. Фильм о взаимодействии океана и человечества, содержит как подводные, так и аэросъёмки. Повествование ведётся от первого лица, от лица человечества.
Премьера состоялась в Рио-де-Жанейро на Конференции ООН по устойчивому развитию Рио+20 в 2012 году. Состоялась также международная теле- и интернет-трансляция. Так же, как и «Дом. История путешествия», «Планета-океан» доступен для публики бесплатно.

## Сюжет
Авторы исследуют жизнь океана с момента его происхождения до наших дней. Картина представляет собой путешествие в самые удалённые и неизведанные уголки нашей планеты в поисках необычных форм жизни. В фильме «Планета-океан» показана взаимосвязь всего живого на планете, а также влияние человечества на изменение установившегося на Земле природного баланса. В частности, в фильме затрагиваются проблемы промышленного рыболовства, загрязнения вод Мирового океана и губительного воздействия человечества на окружающую среду.

## Выход есть
Авторы фильма предлагают ряд мер для достижения экологической безопасности:
- Соблюдать квоты на вылов рыбы
- Прекратить субсидировать промышленный лов рыбы
- Навсегда запретить глубоководное рыболовство
- Поддерживать традиционное рыболовство
- Потреблять лишь рыбу рекомендуемую природозащитными организациями
- Поддерживать ответственное рыболовство
- Контролировать загрязнение океанов
- Регулировать глубоководную добычу нефти и газа
- Оставить в силе договор об Антарктике
- Создать договор об Арктике
- Познавать биоразнообразие, инвестировать в исследования
- Защищать экосистемы, к 2020 году до 20 % океана должно быть занесено в заповедную зону
- Создать международный орган океанского контроля